# 高久靄厓

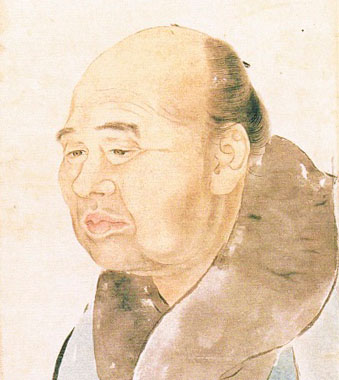
高久靄厓像稿 椿椿山筆 栃木県立博物館蔵

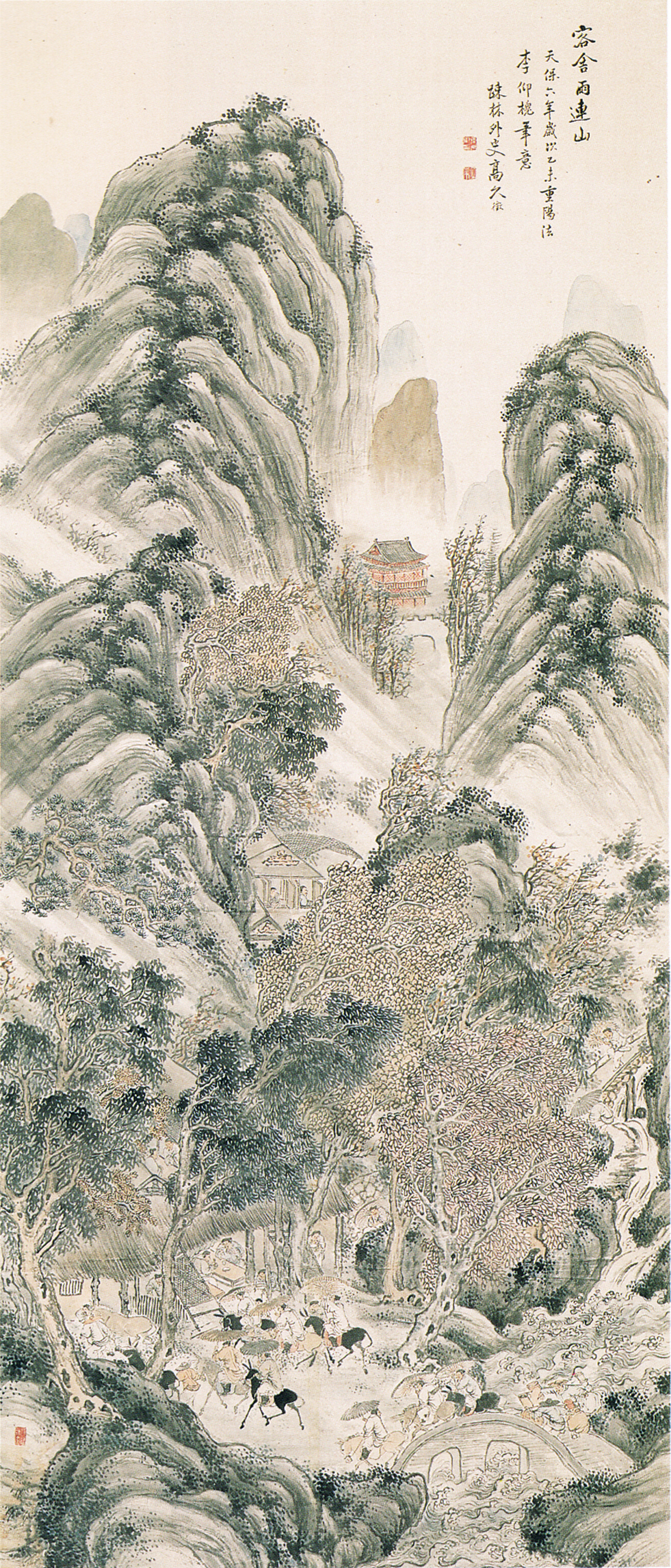
李士達筆驟雨雨行客図模本 静嘉堂文庫美術館

高久 靄厓（たかく あいがい、寛政8年(1796年) - 天保14年4月8日(1843年5月7日)）江戸時代後期の文人画家。
下野那須郡杉渡戸（現 栃木県那須塩原市黒磯）に生まれる。諱は徴、字は遠々のちに子遠、通称秋輔。号は靄厓のほかに石窟、如樵、石窠学、梅斎、疎林外史、学梅斎、晩成山房など。

## 略伝

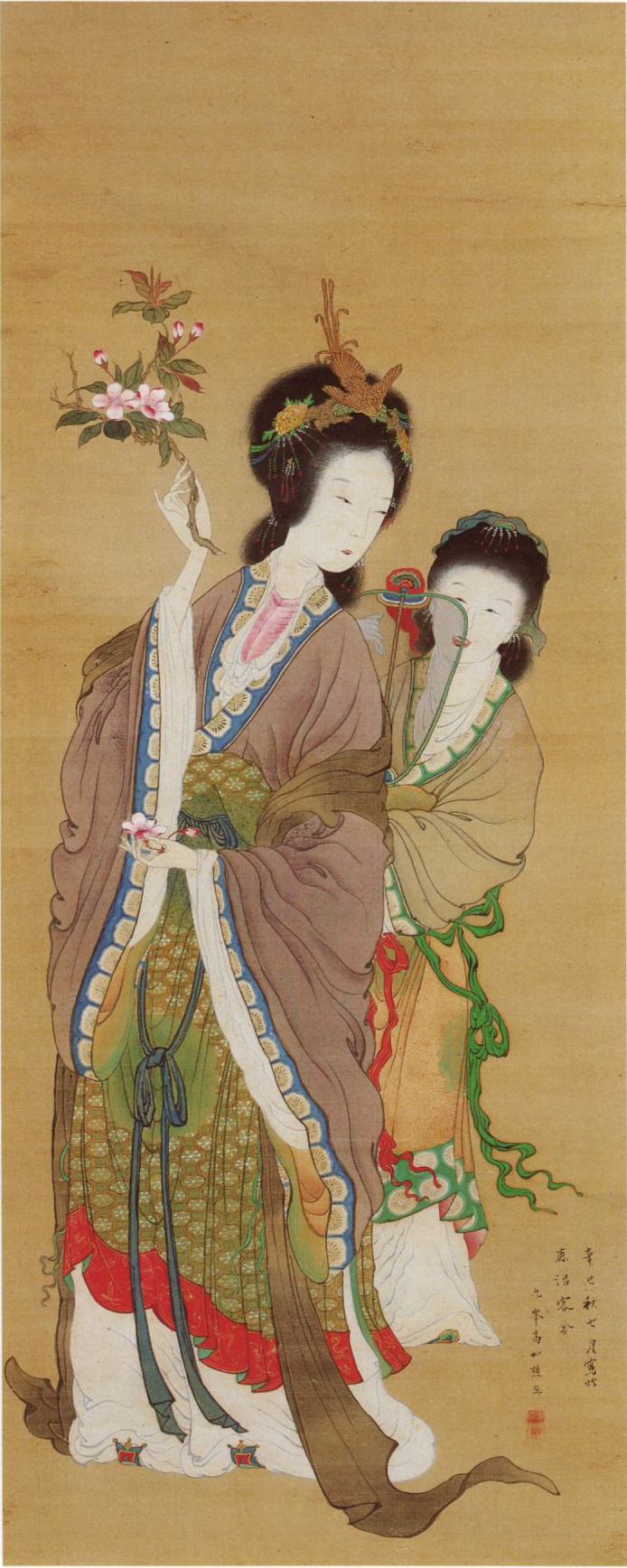
楊貴妃図

靄厓は、幼少の頃より画才の片鱗を示し8歳頃に画いた天神像の板木が残されている。馬方や煙草職人をする傍ら、18歳で黒羽藩画員の小泉斐に入門。続いて郷里の壬生藩御用絵師平出雪耕に就いて書画を学ぶ。その後、下野鹿沼に移り、池大雅や伊孚九に私淑し文人画を独学した。やがて鹿沼の儒医松本松亭に画才を認められ、その親族である鈴木水雲、大谷渓雲、山口安良、柿沼廣運らの庇護を受ける。支援者に勧められて仙台に遊歴すると、ここでも仙台藩士一条正道の庇護を受ける。このほかにも葛生の吉澤松堂・佐野の須藤蘭圃、古賀志の北條翠峨らが支援者となっている。
文政6年（1823年）27歳のときついに江戸に出ると、鹿沼の支援者たちの縁戚にあたる菊池淡雅から惜しみない援助を得られた。淡雅とは豪商佐野屋のことで、文雅を好み、書画の大コレクターで、谷文晁・立原杏所・渡辺崋山・巻菱湖・大窪詩仏らと交友し、江戸の文人のパトロンとして聞こえていた。
江戸では画家として評判が高かったが、気位が高く、儲けのために画くことがなかったので生活は貧窮した。淡雅のはからいで谷文晁の画塾写山楼の門下となり、文晁が弟子の靄厓の絵を売り出したという。弟子思いの文晁らしい行動だが、それほど画の力量があった。同門の安西雲烟（書画商和泉屋虎吉）、相沢石湖、大竹将塘らと借家を「梁山泊」として画業を続けた。
文晁高弟のひとりと目されたが南北合派と肌が合わず、笑社（のちに真社と改名）の浦上春琴や山本梅逸に花鳥画を学び、池大雅に傾倒する。さらに中国元明の南宗画家である沈石田や呉鎮を深く研究した。南宗画の探求のために北陸や東北など各地を盛んに旅し、古書画の調査や模写を盛んに行っている。特に仙台は三度訪ねている。40歳で念願の京阪に向かい、細川林谷や岡田半江らと交友、その後伊勢、桑名を旅する。
天保8年（1837年）42歳のとき、それまで鹿沼に拠点をもって行き来を繰り返したが、江戸に永住を決意する。同門の渡辺崋山が蛮社の獄で投獄されたとき、椿椿山らとともに救出に尽力したという。
天保14年（1843年）4月8日、江戸両国薬研堀のアトリエ晩成山房で急逝。享年48。死因は脳溢血か肺病とされる。葬儀は菊池淡雅と大橋訥庵が取り仕切り未亡人を助けた。養子の高久隆古が後継となった。谷中（台東区谷中4）の天龍院に靄厓の墓がある。

## 画風の変遷
高久靄厓の画業は年代によって大きく3期に分類できる。
- 第1期　27歳以前　号：如樵　池大雅の影響大きい時期
- 第2期　27歳以降　号：靄厓樵者　中国文人画の模写
- 第3期　42歳以降　号：疎林外史　独自の画風を確立

## 門弟
- 谷口藹山
- 川窪蘭厓
- 吉澤松堂
- 吉澤象水
- 飯田林斎

## 刊行
- 『梅道人墨竹図譜』文政13年